# 名古屋市交通局1700形電車
名古屋市交通局1700形電車は、かつて名古屋市交通局が保有していた路面電車車両である。

## 概要
名古屋市交通局では戦時中に2700形連接車を木南車輌製造に発注していたが、終戦と同時に11編成で製造を打ち切った。その際、同社には製作途中の鋼体が5編成分残っていたため、交通局ではこの鋼体を引き取り、1編成分（2車体）を中央部で切り詰めて接合し、ボギー車1両とする計画を立てた。
台車や電気部品は交通局在庫の中古品を利用して、製作を愛知富士産業・三山工業所・名古屋車輌工業所の3社に委託し、1950年12月から翌1951年7月にかけて1700形として5両が竣工した。
完成した車両は1400形以来の流れを汲む12m級の中型車であるが、スタイルは鋼体の原形をそのまま利用したため、正面は3枚窓ながらも中央のみ天地寸法が長く、方向幕の位置も右窓上となっている他、側面窓と扉配置は左右非対称の1D4D4・1、名古屋市電では唯一の前中2扉となっていた。前灯と車番は正面中央窓下に取り付けられた。直接制御方式で、足回りは50PSモーターを2基装備し、ブリル76E2類似のコピー台車を履いていた。
性能的には1500形に準じているが、5両の小所帯形式であることや、窓・扉配置が他形式と異なることから、生涯の大半を下之一色線で過ごした。

## 運用
新造直後から下之一色線を担当する下之一色車庫に配置され、1969年2月の同線廃止まで、終始70号系統（尾頭橋～下之一色～築地口）で運用された。1954年2月のワンマン運行開始には、僚友1600形と共にワンマン化改造が施され、赤帯も鮮やかなワンマンカーとして運行された。
同線の廃止後は全車沢上車庫に転属したが、転属後の活躍は短く、1971年11月の築港線・築地線（熱田駅前～西稲永）廃止による同車庫担当系統の減少に伴い、全車が廃車された。

## 改造
単線運転用設備設置
全線単線・タブレット閉塞運転の下之一色線で運用するための設備で、外観上では正面左窓上に取り付けられた2灯の「後続車確認標識灯」が特徴的である。全車が改造された。
ワンマン化改造
前述の下之一色線ワンマン運行開始に伴い、全車がワンマン化改造された。ワンマン操作卓はオルガンタイプと呼ばれる大型の機器が設置され、外観ではワンマン車を区別する赤帯が車体全周に巻かれたが、正面のワンマン表示器は設置されなかった。（後年、再改造が行われた。）

## 保存車・譲渡車
本形式は他都市・他社への譲渡、および民間施設や公共施設での保存はなかった。従って現在では現車を見ることはできない。

## 車両諸元
- 車長：11665mm
- 車高：3795mm
- 車幅：2360mm
- 定員：70名
- 自重：14.0t
- 台車：ブリル76E2型の類似コピー品
- 電動機：50PS（36.8kW）×2
- 製造：
  - 愛知富士産業（1701～1703）
  - 三山工業所（1704）
  - 名古屋車輌工業所（1705）